# 锡安之爱
锡安之爱（英文：Hovevei Zion）是犹太复国主义者利奥·平斯克于1884年建立的組織，1881年，俄罗斯帝国内掀起反犹运动风潮，利奥·平斯克于1884年建立了锡安之爱，旨在呼吁犹太平等权益。如今，锡安之爱被视为当代犹太复国主义先驱。

## 历史

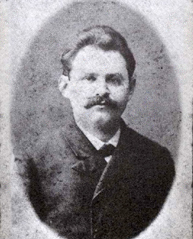
艾萨克·莱布·戈德伯格,里雄·莱锡安的创始人

大部分犹太人自一世纪起住在以色列领地的边界。据圣经记载，“巴勒斯坦地区是上帝许予犹太人的”。 1850年，巴勒斯坦地区约有35万居民，其中穆斯林占85%，基督教徒11%，犹太人4%。
1853年，一位名为犹大·图罗的犹太人将自己的财产用于巴勒斯坦犹太居民区的建设，并任命摩西·蒙蒂菲奥里负责执行。蒙蒂菲奥里用这项资金完成了多个项目建设，其中包括耶路撒冷老城区以外建设的第一个犹太居民区和救济院，即现在的米什基诺·沙阿南姆。此外，劳伦斯·奥利芬特尝试去将波兰、立陶宛、罗马尼亚和土耳其帝国的犹太无产阶级带到巴基斯坦但未能如愿以偿。
1881年至1884年期间，奧斯曼帝國内出现了大批集中营。同一时期，亚历山大三世于1882年提出的五月法令极大程度的影响了当地犹太人，以至于超过两百万的犹太人在1880至1920年间逃离苏俄地区。大部分犹太人移民到了美国，但仍有小部分决定移民到巴勒斯坦地区。
1882年，著名哲学家艾萨克·莱布·戈德伯格在土耳其政府的阻挠下带领锡安之爱的信徒们在以色列创建了里雄·莱锡安，此地之后又由比鲁人进行发展与扩充。
锡安之爱的崇尚者最初的教规是由艾萨克·鲁夫在1883年攥写的；1884年时，34位代表在德国的卡托维兹（今属波兰）齐聚一堂，最后决定由拉比当任董事长，利奥·平斯克当任会长；这个组织从埃德蒙·罗斯查尔德男爵等慈善家手中获得资金，去帮助犹太人定居并获得教育。1887年，另一场会议在德鲁斯基宁凯举行。
为了得到官方机构的认可，锡安之爱的沙俄分支想要成立一个慈善团体。1890年初，该提议以“帮助叙利亚和以色列犹太农民和工匠的基金会”的名义得到了沙俄政府的授权，之后此基金会变成了人尽皆知的敖德萨犹太委员会。委员会为许多方面做出了贡献，例如在农业方面、1890-1891年利河伯和哈代拉的建立以及米斯玛·哈雅登的修复项目。
其中一位大投资人是著名的茶叶商人卡洛尼姆斯·沃尔夫·维索茨基，他成立了苏联最大的茶叶公司维索茨基茶。维索茨基资助了巴勒斯坦的农业殖民地并在1884年至1885年之间亲自拜访了当地，之后还就此次拜访发表了一本书。
1897年，在第一次锡安之爱大会开始之前，敖德萨犹太委员会成员已有4000余人；当委员会于大会后正式成立后，大部分锡安之爱的老成员都纷纷加入。